# Dollard Senécal
Dollard Senécal, né le 30 octobre 1912 à Montréal et mort en 2002, est un prêtre, professeur de sciences naturelles, professeur de latin et naturaliste canadien.

## Biographie
Dollard Senécal est né le 30 octobre 1912. Il est entré chez les jésuites en 1931. En 1936 il a fondé un cercle de Jeunes Naturalistes dont le nom était Ignace de Loyola. Il a mis sur pied des camps d'été pour les jeunes naturalistes durant 18 années. En 1952, en collaboration avec les membres de son cercle, il a organisé une grande exposition dont le succès a attiré l’attention des dirigeants de la Société Canadienne d’Histoire Naturelle. Par la suite, il s’est joint à l’organe de direction des Cercles des Jeunes Naturalistes. De 1950 à 1960, il a enseigné la botanique à des professeurs d’écoles primaires, lors de stages organisés par les CJN et le département de l’Instruction Publique. En 1955, il a créé le Bulletin Tour d’Horizon afin de venir en aide aux directeurs des cercles locaux. Il a aussi conçu des cahiers d’épreuves, des brevets et une formule: les « 3 M », afin d’initier les jeunes à la méthode scientifique. Après la création du ministère de l’Éducation du Québec, alors que les institutions scolaires ne permettaient plus que les élèves se réunissent après les cours, il a fondé le Club Provincial des Jeunes Naturalistes ainsi qu’une organisation destinée aux adultes: "Les Amis de la Nature". S’adressant, entre autres, aux membres de ces deux groupes, il rédige (sous divers pseudonymes; Vieux Jean, Bernard L’Ermite, Jean le Découvreur et Dan Laloupe) la revue Le Naturaliste de 1963 à 1976. Au cours de sa carrière, Dollard Senécal aura occupé une place au sein des organismes suivants :
- le Conseil québécois de l’environnement
- la Fédération québécoise du plein air
- la Fédération québécoise pour la protection de l’environnement
- le Musée des sciences de Montréal
- l’organisme Communication - Jeunesse
- l’Association des professeurs de sciences du Québec (il en fut le fondateur)
- la Fédération Nature Canada
- la Société zoologique du Québec
- la Société d’astronomie du Québec;
- National Science Teachers Association (États-Unis)

## Publications
Bénévole pendant 41 ans, il a rédigé pas moins de 100 feuillets du Naturaliste. Il a participé à plusieurs émissions de radio et de télévision locales. Il a aussi fait la traduction de certaines œuvres portant sur les sciences de la nature.